# Johan Philip Koelman
Johan Philip Koelman (La Haya, 11 de marzo de 1818 - † 16 de enero de 1893) fue un pintor , escultor, escritor y profesor de los Países Bajos. Durante muchos años fue director de la Real Academia de Bellas Artes de La Haya.

## Datos biográficos
Koelman estaba destinado a seguir los pasos de su padre como carpintero , pero mostró mucho interés en el dibujo, a los 20 años tomaba clases de dibujo y pintura en el estudio del pintor Cornelis Kruseman, junto con otros artistas de este período, tales como Alexander Hugo Bakker Korff, David Bles y H. ten Kate.
Unos años más tarde se marchó a Italia para pasar de 1844 a 1857 para centrarse exclusivamente en el arte, pero donde se encontró envuelto en la República revolucionaria romana de 1849, y eventualmente se unió a Garibaldi en la defensa de Roma contra el ejército francés.
Las memorias de Koelman de ese período se utilizan como material de partida por los historiadores para investigar la vida de Garibaldi y la lucha que finalmente llevó a la unificación de Italia, ofreciendo algunos detalles no se registran en otras partes.
De vuelta en los Países Bajos fue primero maestro y más tarde director de la Real Academia de Bellas Artes de La Haya. En ese período, diseñó varios monumentos, entre ellos el galardonado diseño de un monumento nacional en 1813, el monumento al Duque de Sajonia-Weimar en el Voorhout Lange de La Haya, el monumento de la ninfa del agua en Brielle y el monumento Van der Werff en Leiden, para conmemorar el sitio de la ciudad. En algunos de estos diseños colaboró con los arquitectos y WC van der Waeyen Pietersz y Hugo Pieter Vogel.
Henry Van Ingen, profesor de arte en Vassar de 1865 a 1898, fue cuñado de Koelman.
También se hizo un nombre como escritor, entre otros, con su trabajo En Roma. Koelman era caballero de la Orden del León holandés y de la Corona de Roble. Fue enterrado el 20 de enero de 1893 en el cementerio de Oud Eik en Duinen frente a los miembros del consejo, los profesores y estudiantes de la Academia y los representantes de Pulchri Studio , Arti et Industriae en Architectura Studio Pulchri.

## Galería

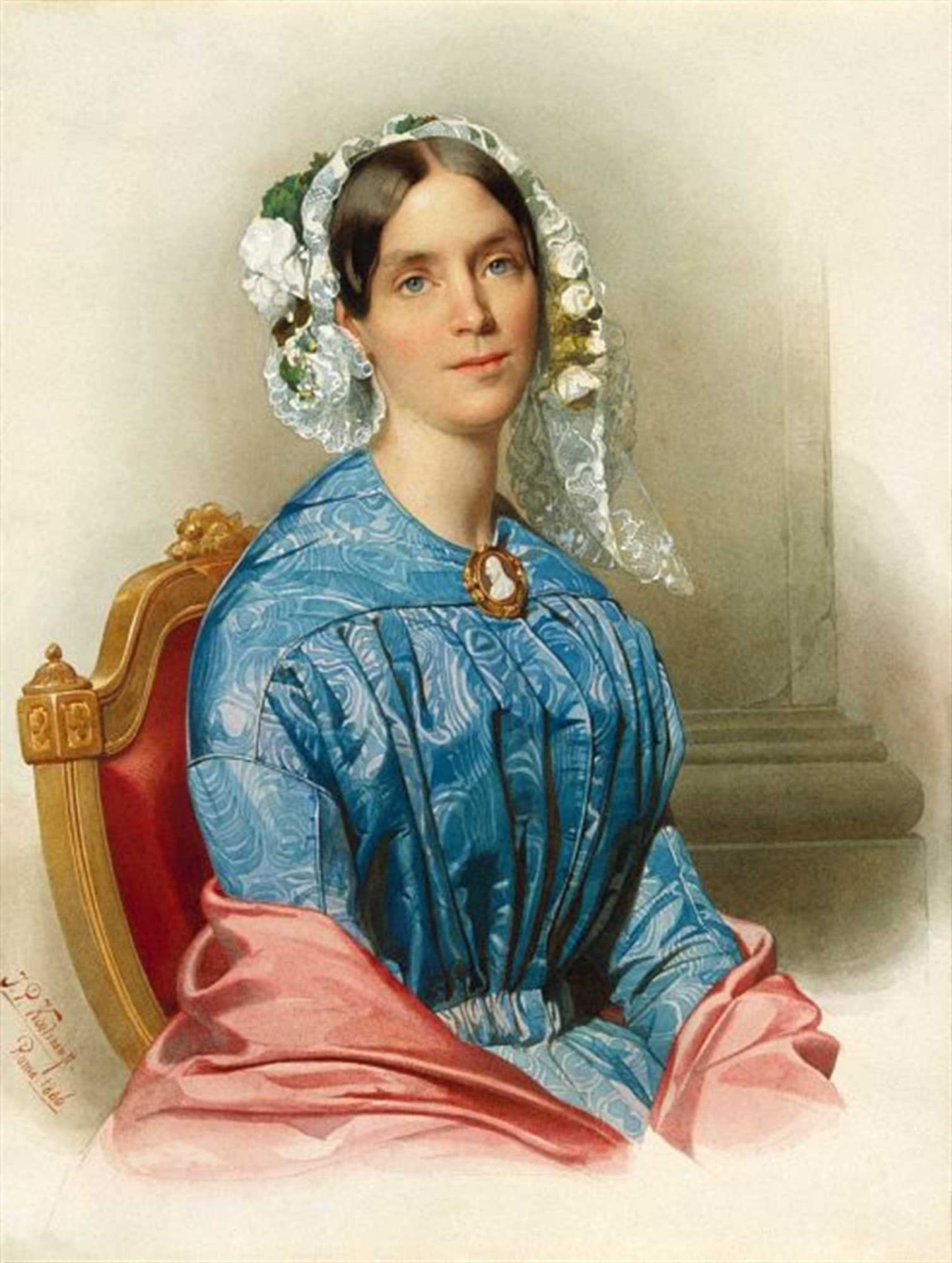
Princesa Marianne
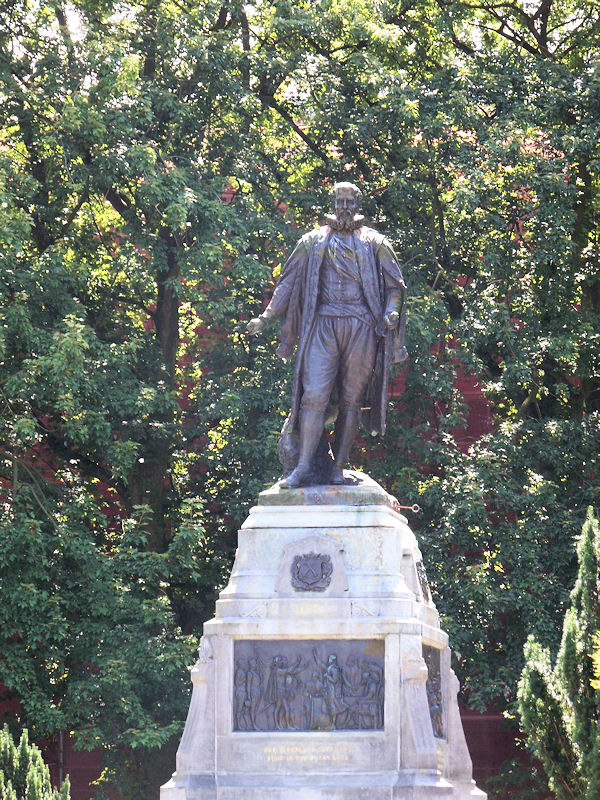
Pieter Adriaansz
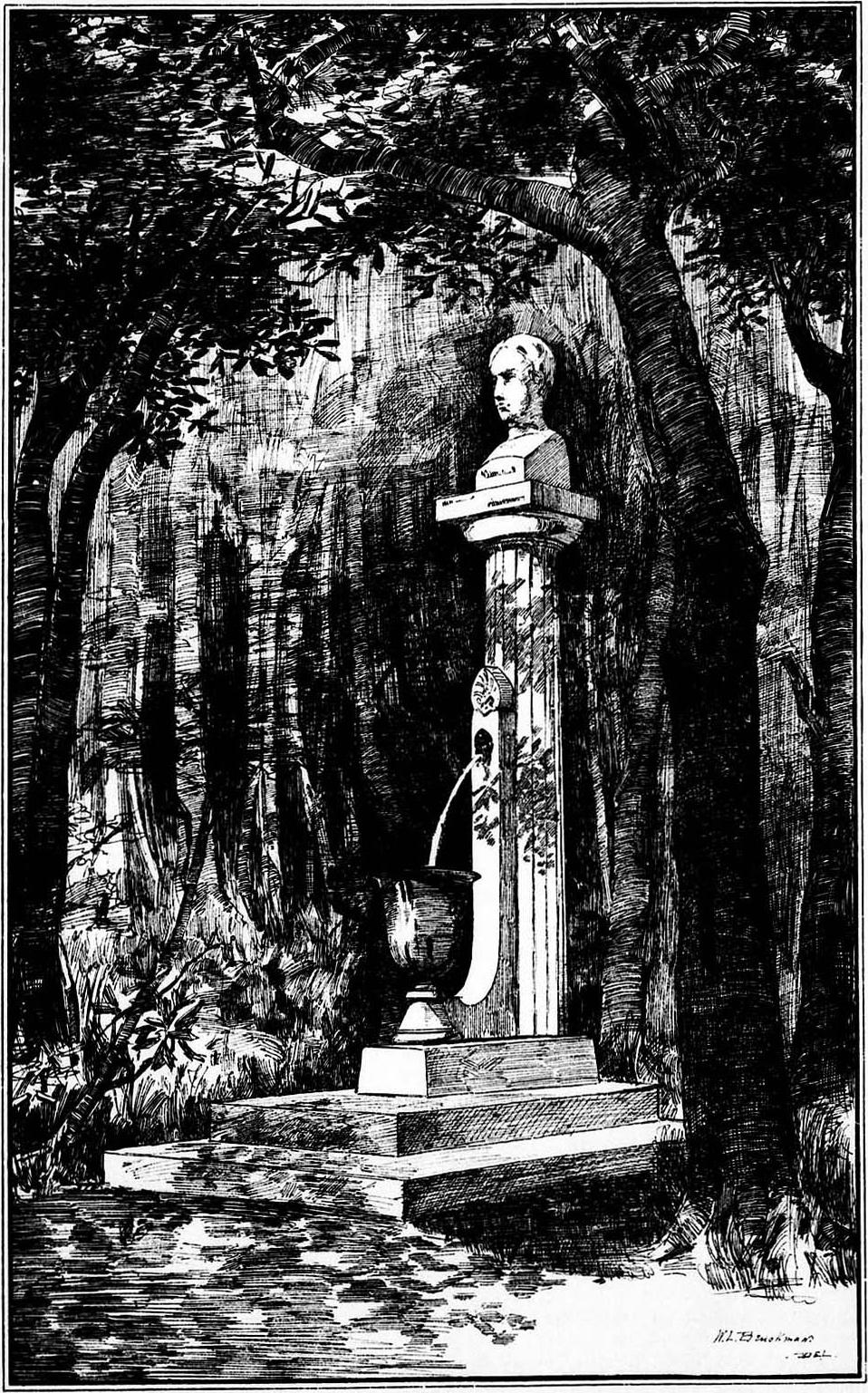
Fuente Vosmaer en La Haya
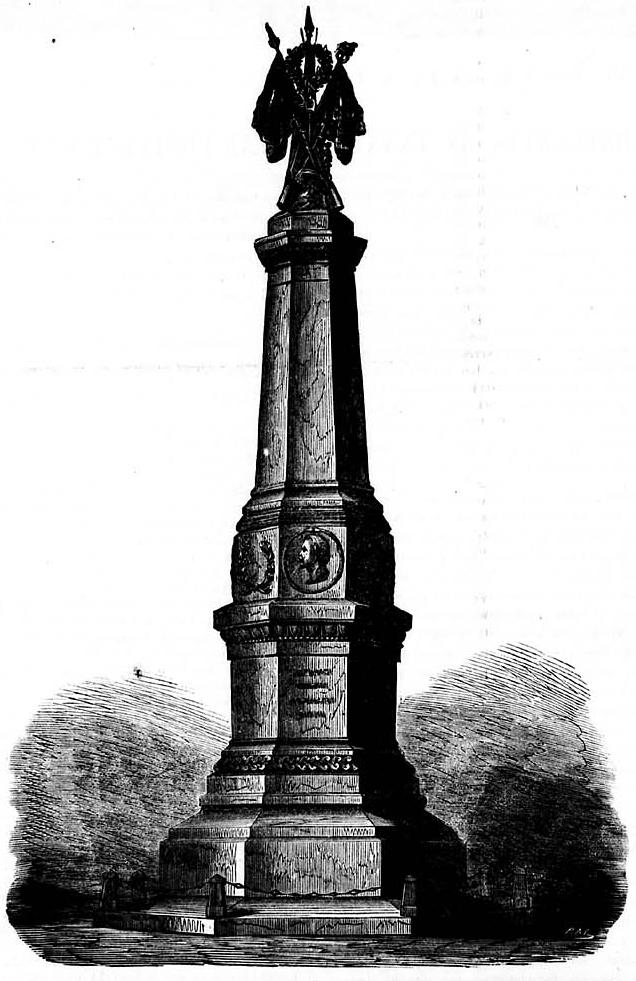
Monumento en La Haya- dibujo
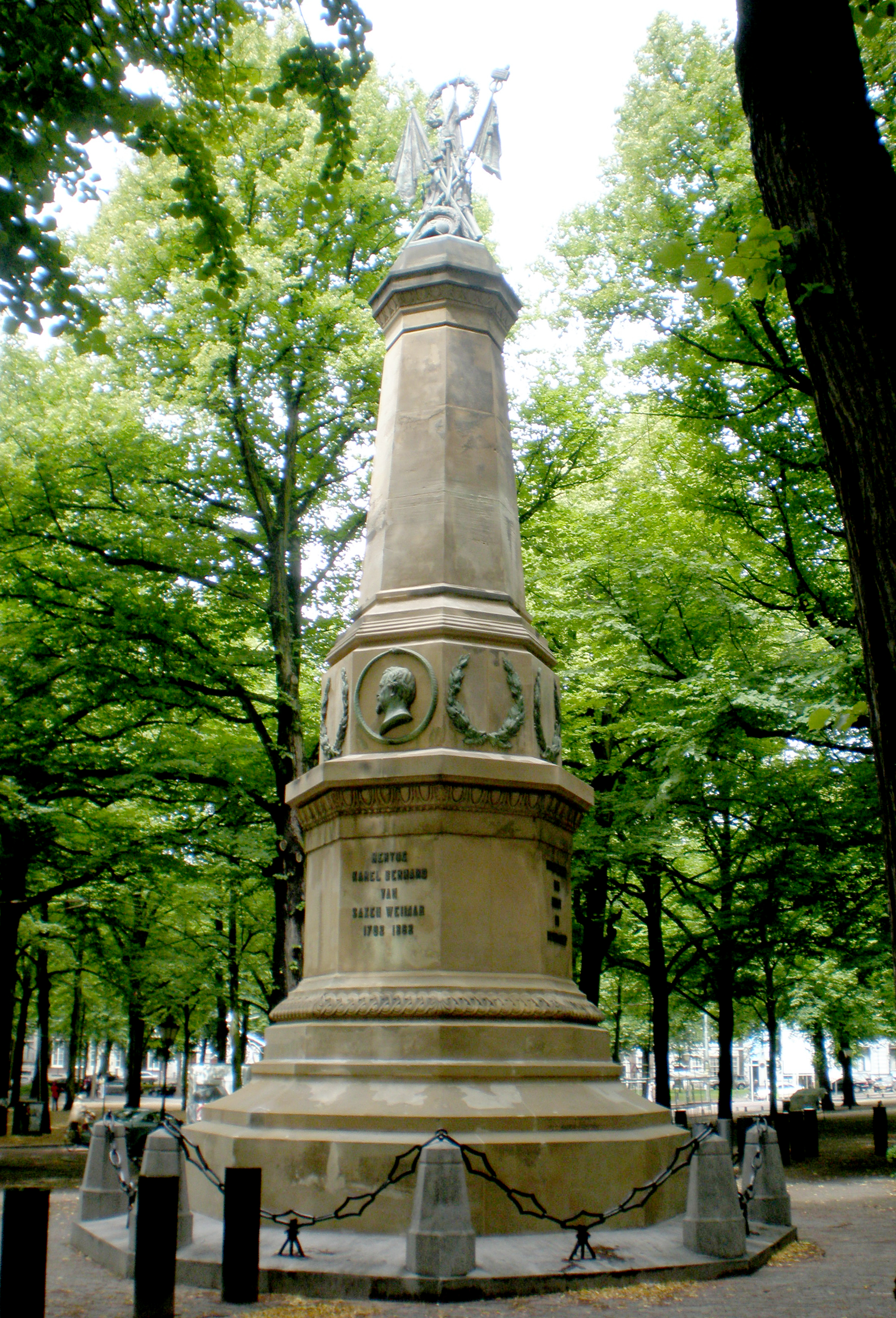
Monumento en La Haya
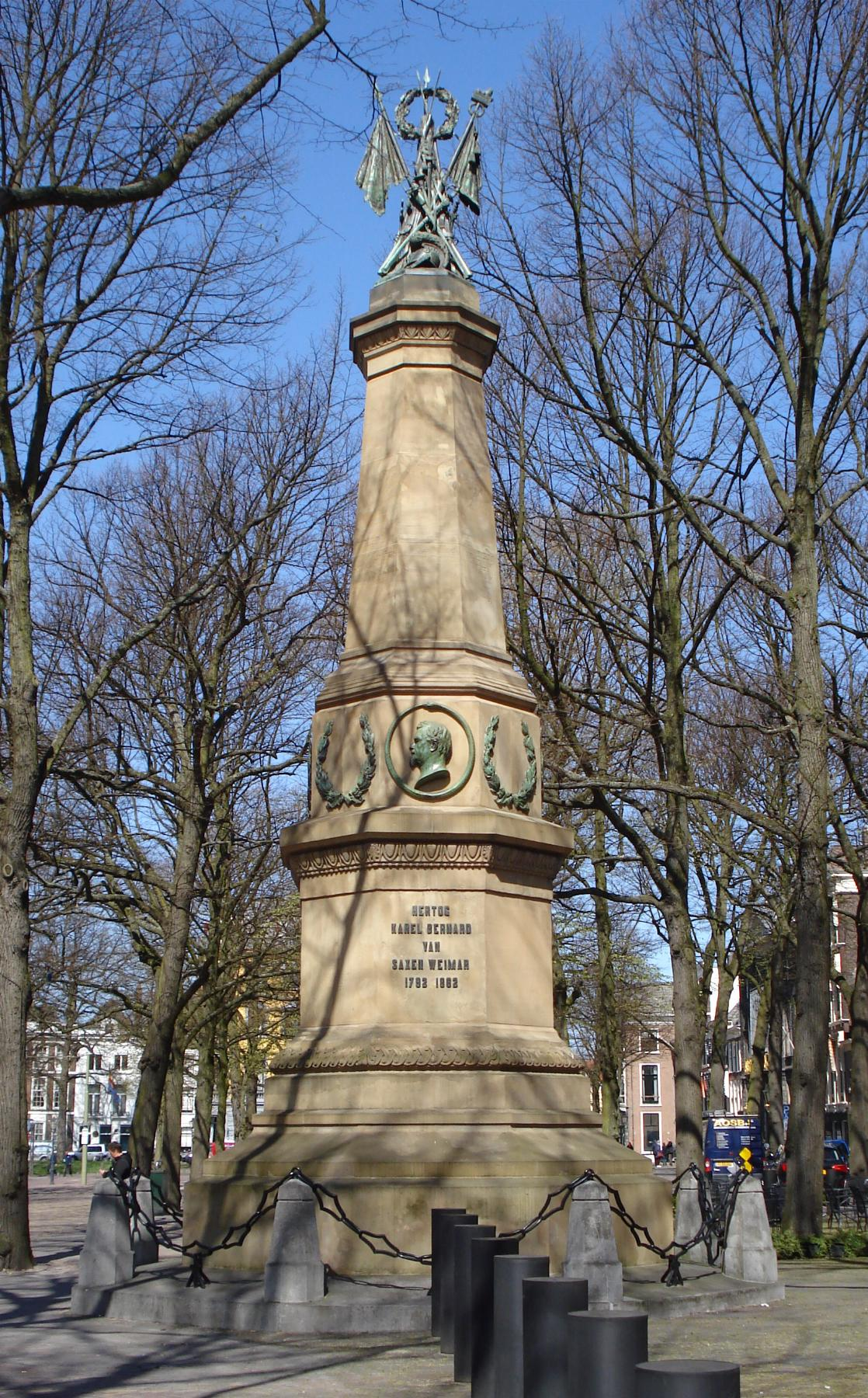
Monumento en La Haya
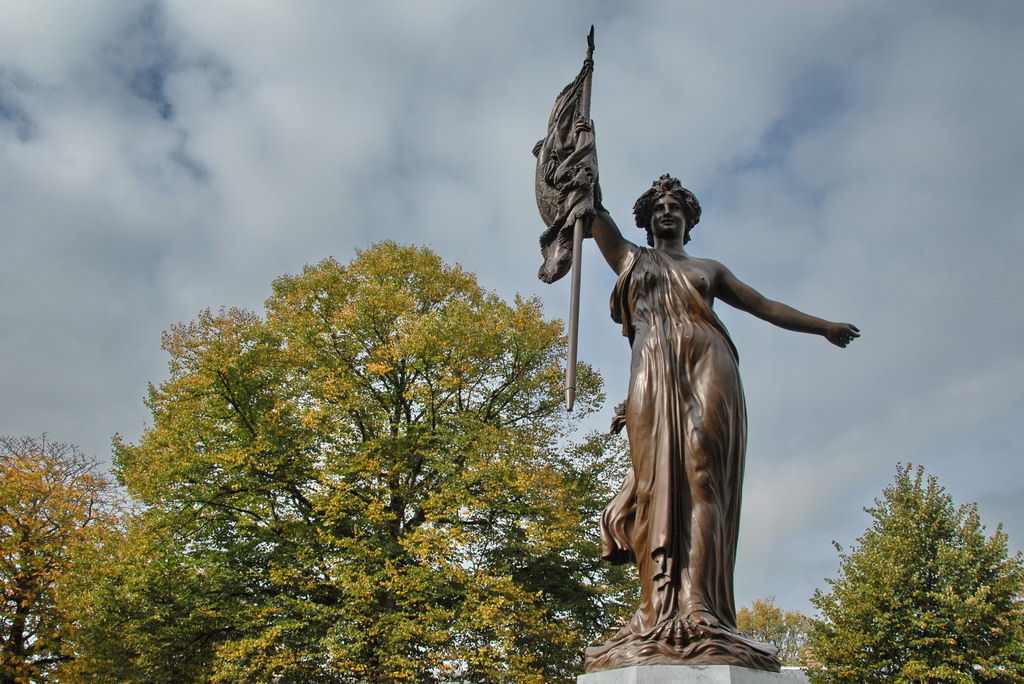
ninfa del agua
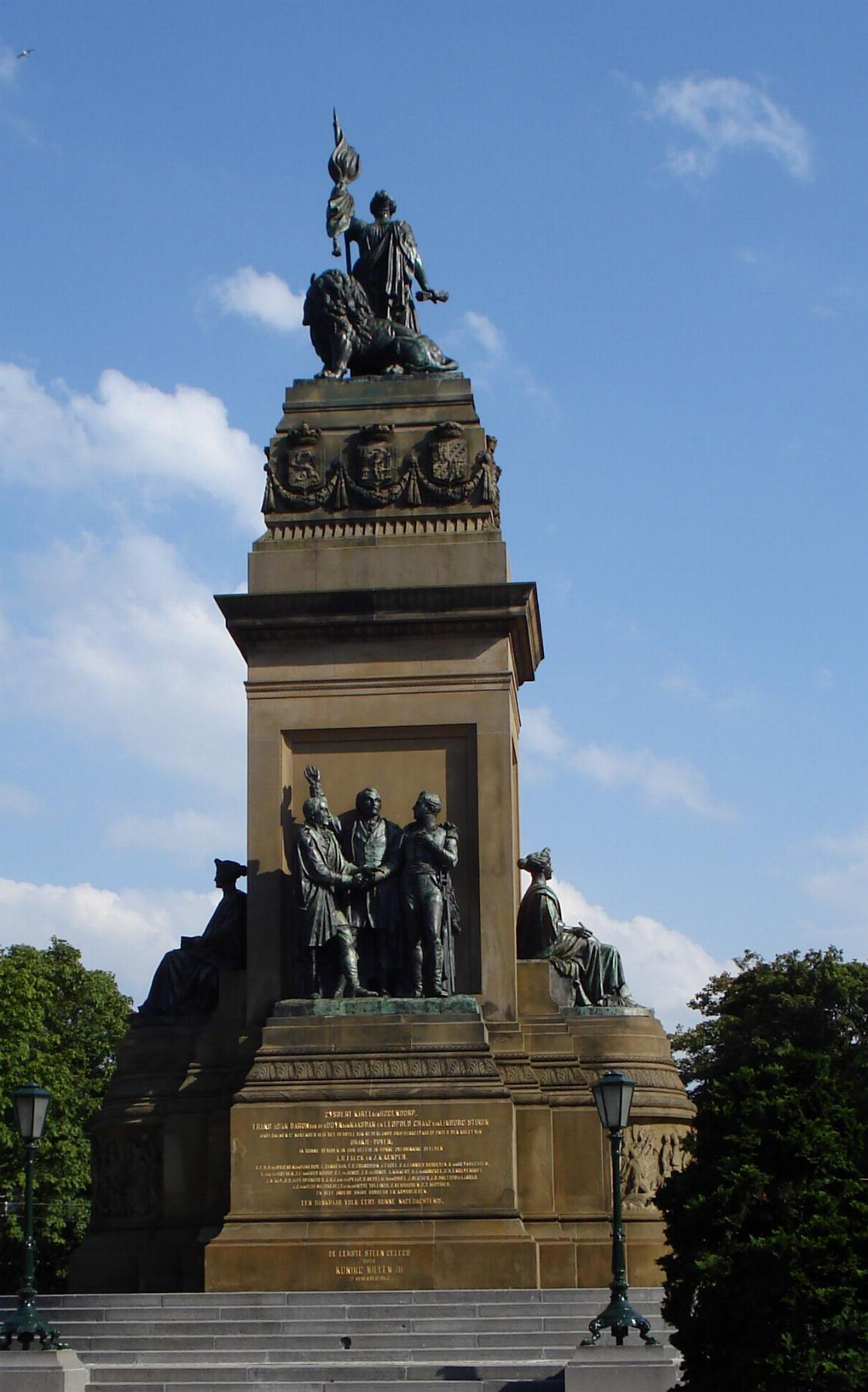
Monumento en La Haya
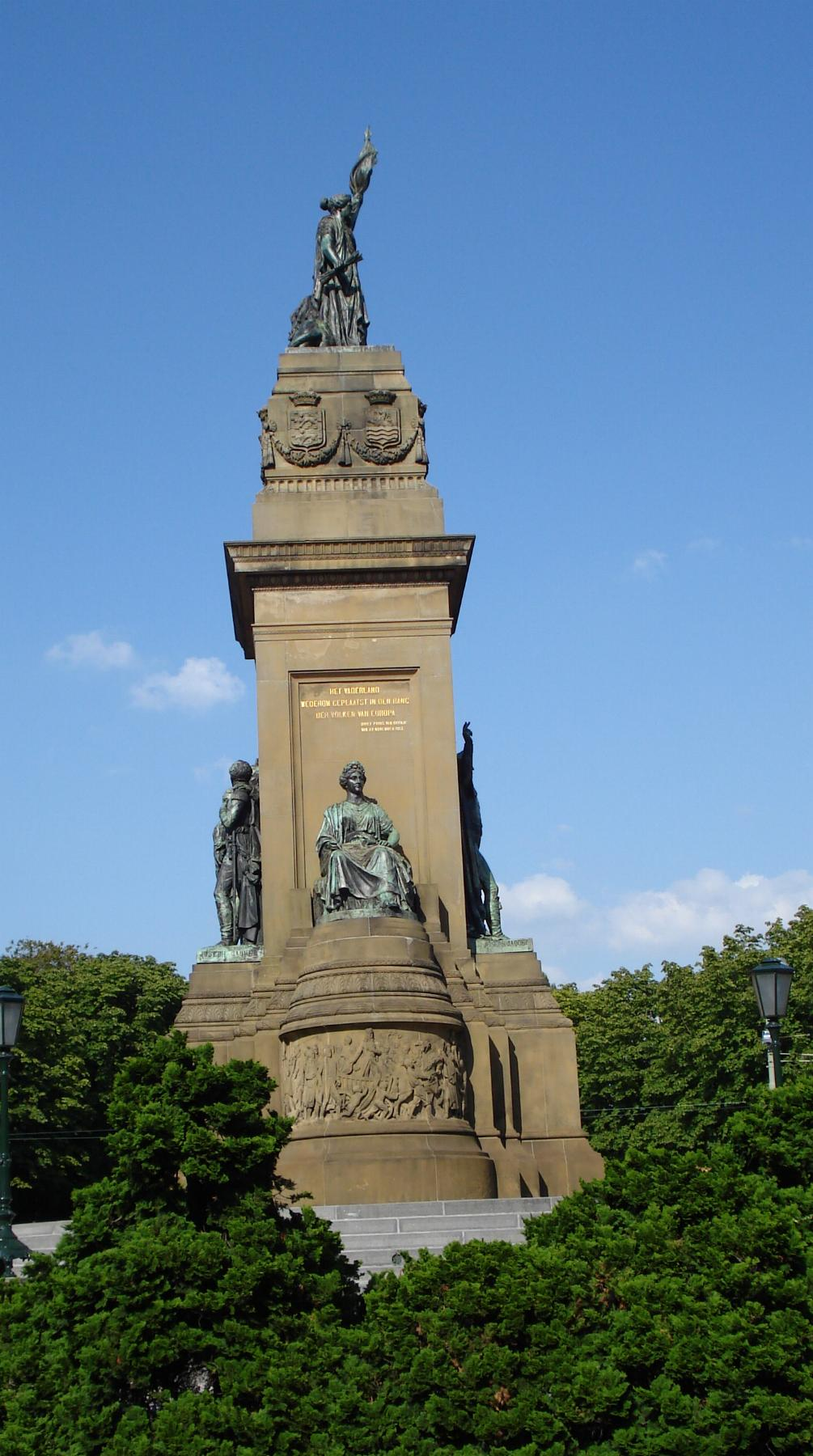
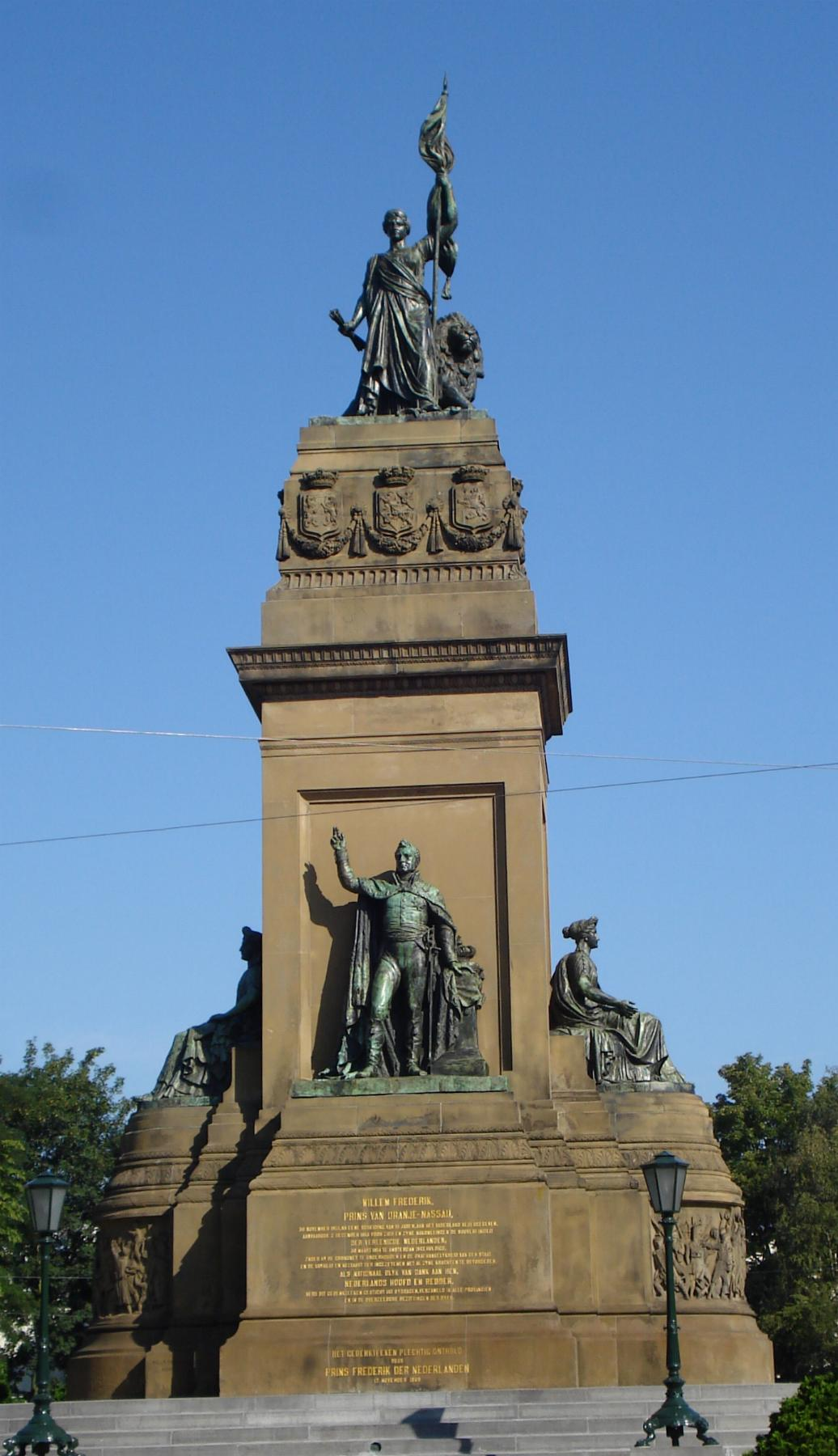